# الامین (روستا)
الامین (به لاتین: Alowmayn) یک منطقهٔ مسکونی در تاجیکستان است که در ولایت سغد واقع شده‌است.

## خصوصیات
الاماین ۰ نفر جمعیت دارد و ۲٬۶۰۵ متر بالاتر از سطح دریا واقع شده‌است.